# Osijek Vojakovački
Osijek Vojakovački es una localidad de Croacia situada en la ciudad de Križevci, en el condado de Koprivnica-Križevci. Según el censo de 2021, tiene una población de 140 habitantes.

## Demografía
| Gráfica de población de Osijek Vojakovački 1857-2011                |
|                                                                     |
| Según los censos de población de la oficina estadística de Croacia. |